# Riera Verneda
La riera Verneda és un curs fluvial que neix a les Gavarres, a prop del Puig Gros. Travessa Cassà de la Selva i desemboca a la riera Gotarra, afluent del riu Onyar a prop de Girona. Dona nom a un barri de Cassà de la Selva denominat Veïnat de Verneda. Quan hi ha pluges abundants aquesta riera es torna perillosa a causa de fortes avingudes d'aigua.